# Phép toán
- +, cộng

Các phép toán số học sơ cấp: +, cộng
−, trừ
×, nhân
÷, chia

Trong toán học, một phép toán là một phép thực hiện tính toán từ một số lượng nào đó đầu vào (gọi là toán hạng) để thành một giá trị đầu ra. Số toán hạng là số ngôi của phép toán. Các phép toán thường được nghiên cứu là các phép toán hai ngôi với số ngôi 2, như phép cộng và phép nhân, và các phép toán một ngôi với số ngôi 1, chẳng hạn như nghịch đảo phép cộng và nghịch đảo phép nhân. Một toán tử với số ngôi là 0 là một hằng số. Phép nhân hỗn hợp là một ví dụ của phép toán có số ngôi là 3, hoặc phép toán ba ngôi. Nói chung, số ngôi được giả định là hữu hạn, nhưng các phép toán vô hạn ngôi đôi khi cũng được xem xét. Trong bối cảnh này, các phép toán thông thường với số ngôi hữu hạn còn được gọi là phép toán hữu hạn.

## Phân loại

Một phép toán hai ngôi xử lý hai toán hạng và và trả về kết quả

Có hai loại phép toán phổ biến: một ngôi và hai ngôi. Phép toán một ngôi liên quan đến chỉ một giá trị, chẳng hạn như phép phủ định và các hàm lượng giác. Trong khi đó các phép toán hai ngôi làm việc với hai giá trị, bao gồm phép cộng, phép trừ, phép nhân, phép chia, luỹ thừa và giai thừa.
Các phép toán có thể liên quan đến các đối tượng toán học ngoài các số. Các giá trị logic đúng và sai có thể được kết hợp bằng cách sử dụng các phép toán logic, chẳng hạn như và , hoặc, và không . Vectors có thể được thêm vào hoặc trừ đi. Các thao tác trên tập hợp bao gồm các hoạt động nhị phân hợp và trừ và các phép toán một ngôi của tập hợp. Các phép toán về các hàm bao gồm ánh xạ và các phép toán của hai hàm.
Các phép toán có thể không có giá trị cụ thể và cũng có thể không đầy đủ thuộc tính nhất định như giao hoán, kết hợp,... Và không phải phép toán nào cũng hoạt động trên mọi giá trị như không thể chia một số thực cho 0 hoặc lấy căn bậc hai của số âm.
Các giá trị tham gia phép toán gọi là toán hạng, đối số hoặc đầu vào và kết quả được gọi là giá trị, kết quả hay kết quả đầu ra.

## Mô tả chung
Một phép toán ω là hàm ω: V → Y , nơi V ⊂ X 1 ×... × X k . Đây là một phép toán hữu hạn với hữu hạn các đối số k.